# Corvus fuscicapillus
Il corvo testabruna (Corvus fuscicapillus Gray, 1859) è un uccello passeriforme della famiglia dei corvidi.

## Etimologia
Il nome scientifico della specie, fuscicapillus, deriva dall'unione delle parole latine fuscus ("bruno scuro") e capillus ("capelli"), col significato di "dai capelli bruni", in riferimento alla livrea di questi uccelli: il loro nome comune altro non è che la traduzione di quello scientifico.

## Descrizione

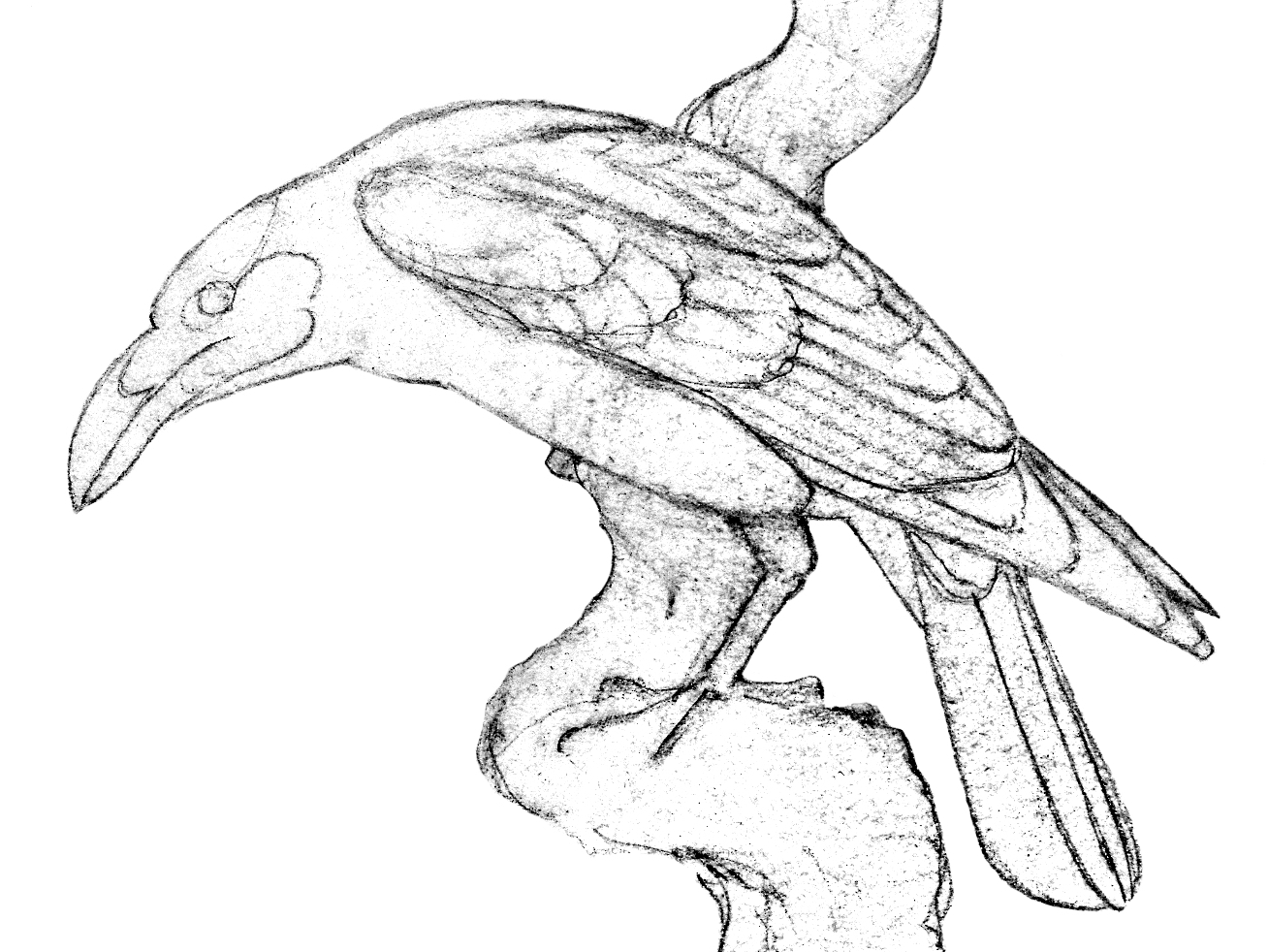
Schizzo ottocentesco di questi animali.

### Dimensioni
Misura 45 cm di lunghezza.

### Aspetto
Si tratta di uccelli dall'aspetto robusto e massiccio, muniti di testa arrotondata con becco lungo, appuntito e vistosamente ricurvo verso il basso, collo robusto, lunghe ali digitate, zampe forti e coda squadrata e piuttosto corta.
Il piumaggio si presenta di colore nero lucido su tutto il corpo, sfumato di bruno-nerastro su testa e parte superiore del petto (caratteristica questa alla quale la specie deve sia il proprio nome comune che il nome scientifico): sul corpo sono invece presenti sfumature metalliche di colore purpureo, ben visibili quando l'animale è alla luce diretta del sole.
Le zampe sono di colore nerastro, mentre il becco è nero nei maschi e giallo-bruno con punta nera nelle femmine (raro caso di dimorfismo sessuale fra corvidi): gli occhi sono di colore bruno scuro.

## Biologia
Il corvo testabruna è un uccello diurno che vive in gruppetti di una decina d'individui, i quali solitamente si frazionano in singole unità o in coppie durante la giornata e si riuniscono verso sera fra i rami di un albero, socializzando e preparandosi a passare qui la notte. La maggior parte della giornata di questi uccelli viene occupata dalla ricerca di cibo, attività svolta principalmente nella canopia e fra i rami degli alberi.
Il richiamo di questi uccelli è rappresentato da un gracchio profondo e disillabico.

### Alimentazione
La dieta del corvo testabruna è onnivora, con predominanza della componente vegetale su quella animale. Questi uccelli si nutrono in massima parte di frutta matura e bacche, nonché di insetti ed altri invertebrati, piccoli vertebrati, granaglie e uova.

### Riproduzione
Mancano completamente informazioni sulla riproduzione di questa specie, la quale, verosimilmente, non differisce significativamente per modalità e tempistica da quella delle altre specie di corvo.

## Distribuzione e habitat
Con areale disgiunto, il corvo testabruna è diffuso in Irian Jaya (con popolazioni alle foci del Mamberamo e ad ovest di Jayapura, lungo la costa centro-settentrionale della Nuova Guinea), nelle isole Aru e su alcune delle isole Raja Ampat (Waigeo e Gemien).
L'habitat di questi uccelli è rappresentato dalla foresta pluviale tropicale di pianura e dai mangrovieti, con predilezione per le aree impenetrabili di foresta primaria.

## Tassonomia
In passato la popolazione nord-occidentale veniva considerata come una sottospecie a sé stante, col nome di C. f. megarhynchus: tale classificazione si è rivelata fondata su materiale comparativo inadeguato, sicché attualmente si preferisce classificare la specie come monotipica, sorella del corvo grigio.